# Vollstedt
Vollstedt là một đô thị thuộc huyện Nordfriesland, bang Schleswig-Holstein, Đức.